# Ngâu
Ngâu hay Ngâu ta (danh pháp khoa học: Aglaia duperreana) là loài cây bụi nhỏ thuộc chi Gội. Xuất xứ loài này là từ Việt Nam, nhưng hiện tại nó đã xuất hiện khắp vùng Đông Nam Á. Ở Việt Nam, người ta buộc phải gọi nó bằng cái tên Ngâu ta hay Ngâu Việt để phân biệt khi loài Ngâu ngoại lại từ Trung Quốc tràn sang. 

## Sinh học
Cây dạng bụi có thể cao tới 3,6 mét. Tán dạng tròn, phân cành nhiều. Lá dạng lá kép lông chim 1 lần lẻ. Lá kép có từ 5-7 lá chét; lá chét dạng trứng ngược có đầu tròn, đuôi nhọn hoặc nêm. Hoa nhỏ li ti màu vàng, tự bông dạng chùm mọc ở nách lá, cho mùi thơm dịu thanh khiết.
Khác với ngâu Tàu với mũi lá nhọn, ngâu ta có đầu lá tròn và dáng cây mọc thành bụi lớn hơn.

## Sinh thái
Cây ưa đất hơi ẩm, có thành phần cơ giới từ sét tới cát pha, dinh dưỡng đất trung bình. Ngâu ưa ánh nắng trực tiếp, nhưng cũng có thể chịu bóng râm bán phần.

## Sử dụng

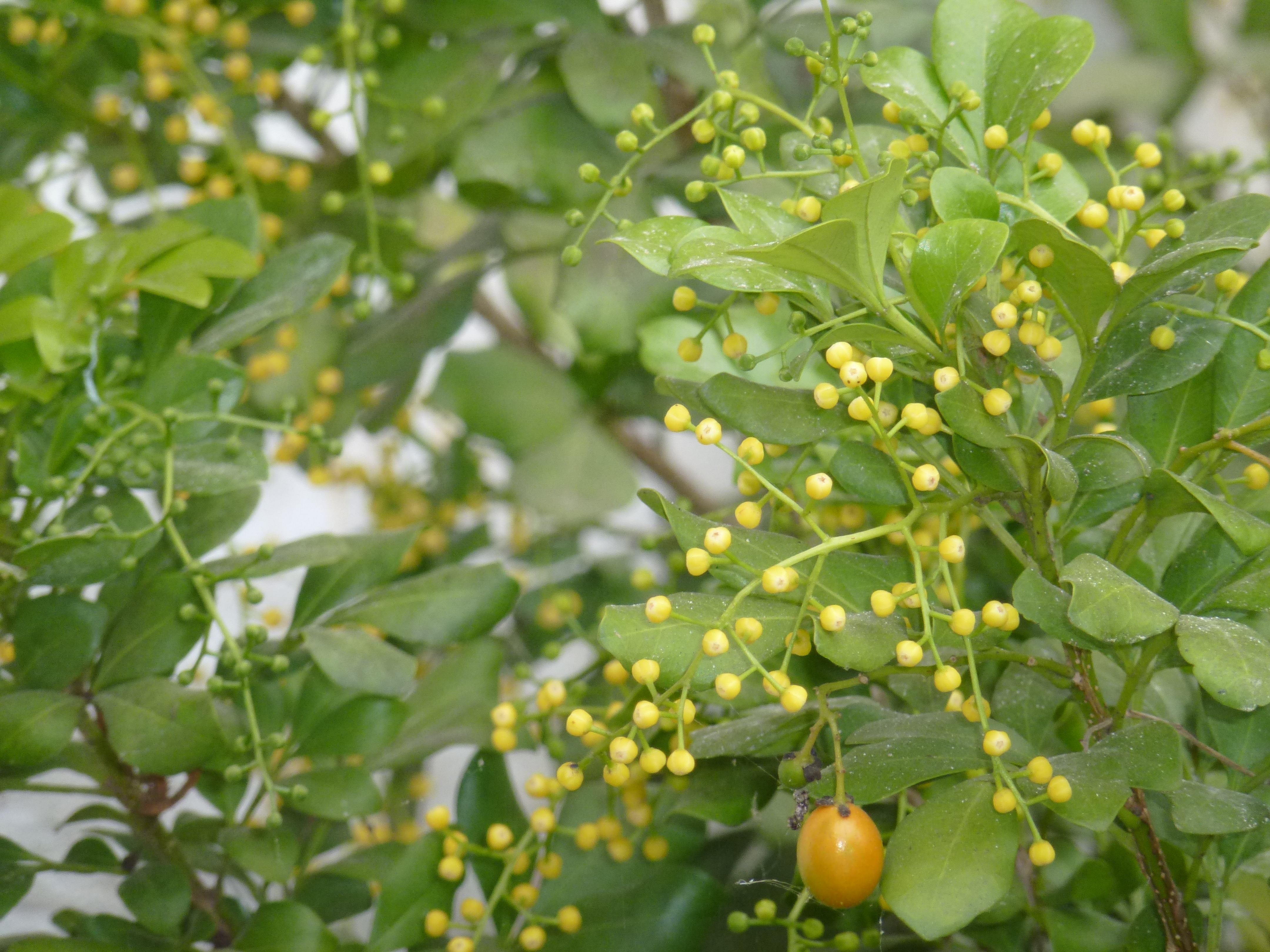
Cây ngâu với hoa và quả

Trong văn hóa người Việt, ngâu là một trong 3 loài gắn liền với nghệ thuật thưởng thức trà hương của người xưa. Đôi khi hoa Ngâu cũng được dùng làm hoa cúng, hay là dùng như hương thơm ướp vào quần áo.
Cây ngâu gắn liền với kiến trúc Việt cổ. Nhà dân dã thuần Việt thường có cây ngâu trước sân. Đình chùa và các công trình văn hóa tín ngưỡng của người Việt cũng luôn có bóng dáng và hương thơm của hoa ngâu. Trong kiến trúc hiện đại ở Việt Nam cũng như Đông Nam Á, thì Ngâu được sử dụng nhiều trong cảnh quan làm cây cảnh, có thể xén cắt hình khối dễ dàng (tròn đều, vuông góc).
Trong y học truyền thống phương Đông, cây Ngâu trở thành 1 vị thuốc. Tuy nhiên điều này chưa có phòng thí nghiệm nào nghiên cứu sâu.